# Аршак II (цар Парфії)
Аршак II (парф. Aršak)(між 214—211 — близько 191 р. до н. е.) — син та наступник Аршака I, другий з тепер відомих династів парнів. Успадкував від батька Парфію (разом з Хоареною та Комісеною) та Гірканію. Сьогодні відсутня будь-яка інформація щодо титулатури Аршака II. Титул каран, який носив його батько, не відображено на монетах, а титул цар (грец. Βασιλεύς) з'являється значно пізніше, на монетах його онука Мітрідата.
На початку 209 р. до н. е. Антіох III з великим військом вдерся у межі Парфії, зайнявши поліс Калліопи. Аршак II, діяв за традиційною тактикою кочовиків — уникання вирішальної битви та нищення джерел води та їжі. Руйнація криниць та іригаційної системи призвела до ще більшого протистояння з тубільним землеробським населенням. Під тиском армії Антіоха парни були вимушені залишити не тільки захоплені Парфію та Гірканію, але й рідні кочів'я долини Атреку. Аршак II повторив шлях свого батька та був вимушений шукати притулку у апасіаків Узбою.
Близько кінця 209 р. до н. е. Аршак II визнав сюзеренітет Антіоха III, залишивши за собою давні парнські землі долини р. Атрек. З цього часу Аршакіди були позбавлені права бити власну монету, а на монетному дворі Гекатомпіла Антіох відкарбував серію монет, які засвідчили його перемогу.
Подальша доля Аршака II досі невідома. Відомо лише, що близько 191 р. до н. е. він помер, та влада перейшла до його сина Фріапата.

## МонетиАршака II
тепер відомі монети Аршака II восьми серій.
Аверс усіх монет — голова поголеного чоловіка у башлику, що дивиться ліворуч.
Реверси мають наступні відмінності:

- тип 5 (номінал — драхми, дві серії) — сидячий на троні праворуч цар приймає лук (як символ влади), легенда грец. ΑΡΣΑΚΟΥ, монограма А;
- тип 6:

(номінал — драхми, дві серії) — сидячий на троні праворуч цар приймає лук (як символ влади), біля ніг царя орел, легенда грец. ΑΡΣΑΚΟΥ;

(номінал — діхалк, чотири серії) — сагайдак, легенда грец. ΑΡΣΑΚΟΥ; сагайдак, монограма М та легенда грец. ΑΡΣΑΚΟΥ; сидячий на голові бика праворуч орел, далі праворуч голова коня, ліворуч легенда грец. ΑΡΣΑΚΟΥ; сидячий на голові бика праворуч орел, ліворуч легенда грец. ΑΡΣΑΚΟΥ.